# Hexatoma albifrons
Hexatoma albifrons är en tvåvingeart. Hexatoma albifrons ingår i släktet Hexatoma och familjen småharkrankar.

## Underarter
Arten delas in i följande underarter:
- H. a. albifrons
- H. a. benomensis